# Kotlářka (Dejvice)
Kotlářka je usedlost v Dejvicích, na adrese Na Kotlářce 9/16. Stojí v místech původní vinice z 15. století, postupně zde byly lis, štěpnice a také chmelnice. Od roku 1672 byl majitelem Marek Schraffer, staroměstský měšťan a kotlář, podle jehož povolání získala jméno. V roce 1840 zde tehdejší majitelka Františka Kressová nechala zřídit cihelnu, která fungovala až do 50. let 20. století. Usedlost má barokní jádro s klasicistní úpravou. Zachovány jsou i bývalé chlévy, stodola a zbytky skleníků. Usedlost je od roku 1958 kulturní památkou.

## Historie

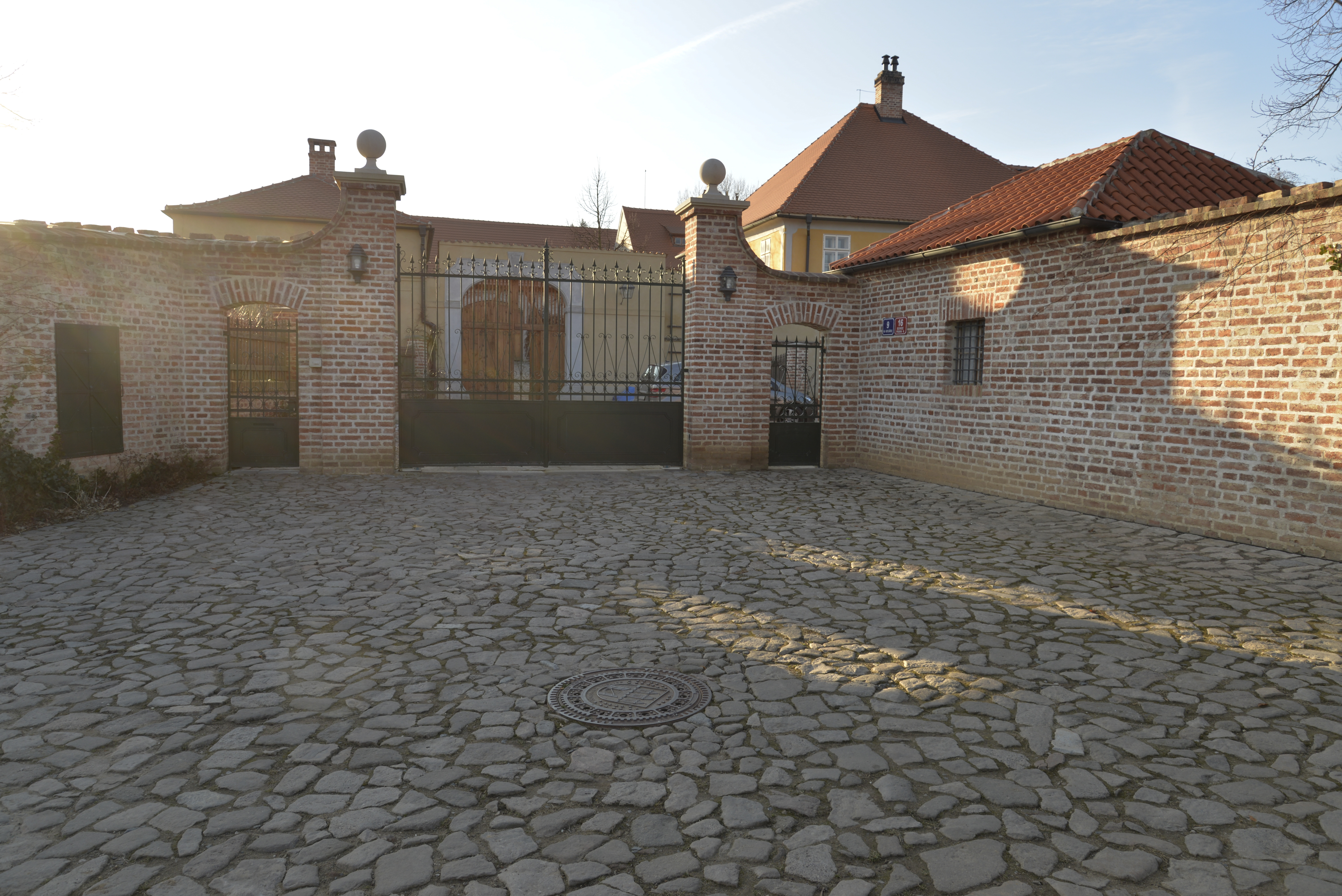
Vstup do usedlosti Kotlářka

Původní vinici na místě usedlosti založil v letech 1480-83 majitel poplužního dvora v Šárce Stanislav Kadeřávek z Šárky. U vinice byl vystavěn i viniční lis a na pozemcích byla i chmelnice. V letech 1544-55 vlastnil vinici staroměstský měšťan Kliment od Beránka na rynku, v té době byla vinice nazývána "Beránkovská". Od roku 1563 se stal nájemcem vinice Václav Kuchynka - tehdy měla rozlohu 14 strychů a nazývala se Kuchynkovská. Pozemkovou vrchností v té době byla pražská kapitula. Již před bitvou na Bílé hoře potomci Kuchynky emigrovali a pozemky byly dlouho opuštěny.
K obnově vinice došlo až po roce 1672, kdy ji koupil staroměstský měšťan a kotlář Marek Schaffer. Ten na pozemcích nechal postavit předměstskou vilu, která byla pojmenována podle jeho povolání. Tato vila měla bohatou výzdobu zvenku i zevnitř - byla to patrová budova s obdélníkovým půdorysem, s vnějším schodištěm, které vedlo na dřevěnou pavlač. Tehdejší budova tvoří základ dnešní západní obytné budovy a tak mohlo být zjištěno při výzkumech při rekonstrukcích budovy, že fasády budovy zdobil červeno-bílý dekor s rytými obrysovými linkami, s rámováním nároží a oken. Uvnitř byly malované záklopové stropy a ornamentální výzdoba stěn. V době válek o rakouské dědictví došlo k poničení jak usedlosti i vinic francouzskými vojáky, tábořícími v okolí, v srpnu 1742 byly budovy usedlosti vypáleny a vinice zničena a již nebyla obnovena.

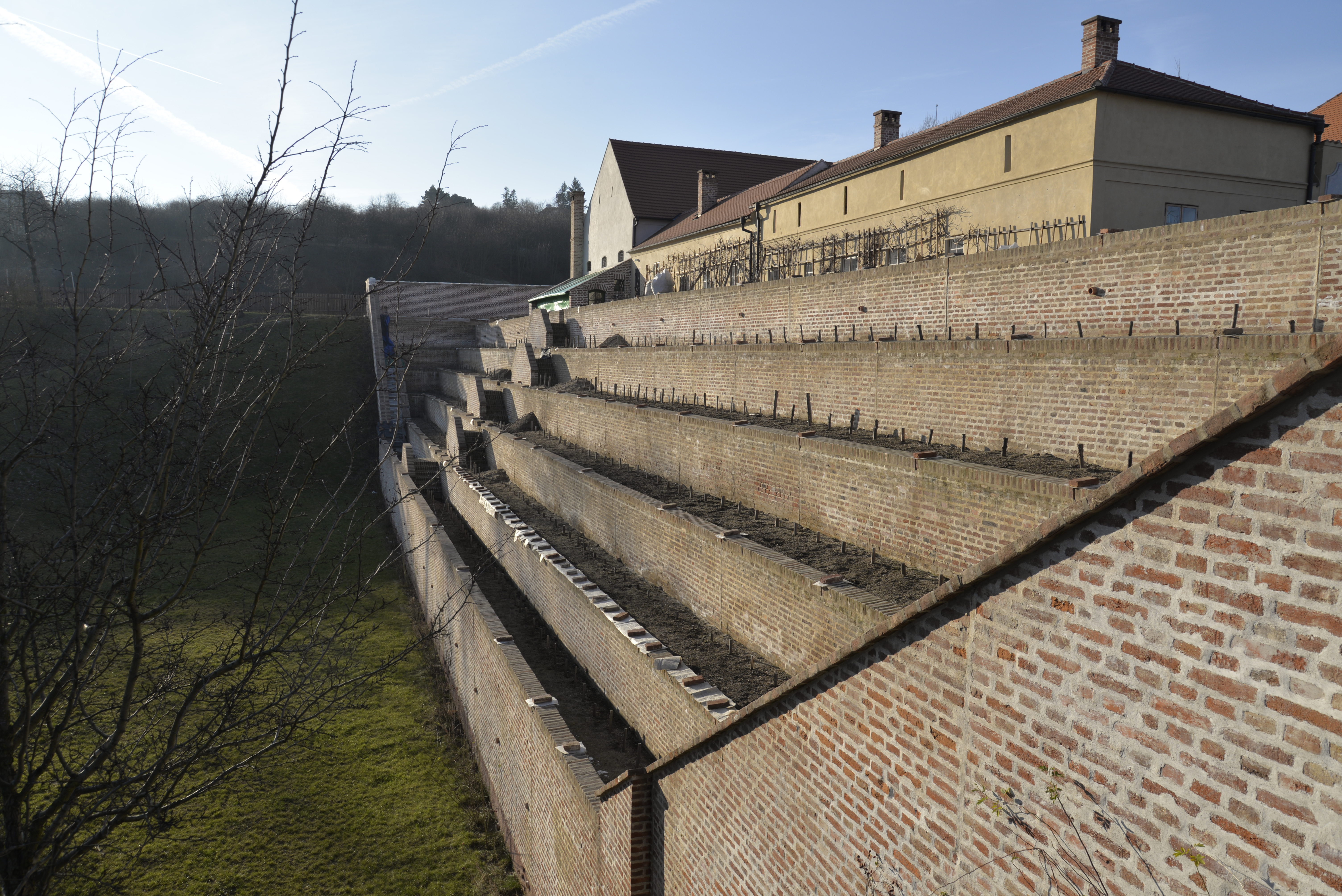
Podpůrné terasové zídky na bývalým hliništěm

Roku 1769 koupil zničenou usedlost malostranský řeznický mistr Anton Anders se ženou Rozinou a rozhodl se ji proměnit na zemědělskou usedlost. Z tohoto důvodu byla přistavěny hospodářské budovy a sýpka. Roku 1795 převzal usedlost Kotlářku jeho syn Johann Andres s manželkou Marií Annou a pokračoval v dalším zvelebování nemovitosti. Nechal vybudovat schodišťové křídlo a vytvořil tak mezi obytnou budovou a sýpkou čestný dvůr. Dalším vlastníkem byl v letech 1808-1840 Florián Sacher - ten nechal rozšířit obytnou budovu o přístavbu stájí s obytnými místnostmi nad stájemi, komplex uzavřel na západní straně stodolou a na jihu dalšími chlévy. Tím vznikl skutečně uzavřený dvůr, jehož podoba se v podstatě zachovala dodnes. Další majitelkou byla Františka Kressová, která zde založila v roce 1840 cihelnu, po roce 1894 byla východně od usedlosti vystavěna kruhová pec. Ve 20. letech 20. století byla hliniště zajištěna podpěrnými terasovými zídkami, které jsou v dnešní době využity jako vinice. Cihelna u usedlosti fungovala až do 50. let 20. století. Před rokem 2008 byla usedlost rekonstruována soukromým majitelem.